# Acyrthosiphon cyparissiae
Acyrthosiphon cyparissiae är en insektsart som först beskrevs av Koch 1855.  Acyrthosiphon cyparissiae ingår i släktet Acyrthosiphon och familjen långrörsbladlöss.

## Underarter
Arten delas in i följande underarter:
- A. c. cyparissiae
- A. c. propinquum
- A. c. turkestanicum